# Natasha Braier
Natasha Braier (Buenos Aires, 11 de diciembre de 1974) es una directora de fotografía argentina. Se dio a conocer por la película The Neon Demon (2016) dirigida por Nicolas Winding Refn. Actualmente forma parte de la Academia de Artes y Ciencias Cinematográficas, organismo que otorga los Premios Oscar.

## Biografía
Natasha Braier comenzó sus estudios de arte cuando tan solo tenía 9 años y no tuvo ninguna duda en que su interés estaba en la fotografía creativa. A los 16 años compaginó sus estudios de secundaria con la Escuela de Fotografía Creativa Andy Goldstein. Cuando terminó el colegio sus padres y su hermana se mudaron a Barcelona, mientras que ella se quedó en Argentina para estudiar en la Universidad del Cine. Pasó más de un año como asistente del editor de fotografía de la revista Noticias, pero rápidamente se dio cuenta de que no tenía tiempo suficiente para dedicarle al trabajo como a la universidad. Se fue a Barcelona y poco después ingresó en el máster de dirección de fotografía de la National Film and Television School de Londres, lo que le permitió obtener una muestra de su trabajo que le daría la oportunidad de empezar a crecer en su profesión.
Sus estudios artísticos han sido lo que desde pequeña le ha diferenciado del resto de Directores de Fotografía y lo que, gracias también a su esfuerzo y sacrificio, le ha servido para abrirse sus propias puertas y hacerse un hueco en el panorama internacional de la gran pantalla.
La primera participación de Natasha Braier en el cine fue Glue (2006), un largometraje dirigido por Alexis dos Santos, que ha ganado una gran cantidad de premios y ha participado también en más de 20 festivales de cine internacionales.
Cuenta en su currículum con trabajos como: En la ciudad de Sylvia, de José Luis Guerín;  XXY, de Lucía Puenzo; El cazador, de David Michôd; La teta asustada, de Claudia Llosa, entre otros. Es de gran importancia destacar su trabajo en The Neon Demon, una película de Nicolas Winding-Refn y que ha sido elogiada por la crítica internacional.

## Filmografía
- Glue (2006)
- En la ciudad de Sylvia (2007)
- XXY (2007)
- Somers town (2008)
- La teta asustada (2009)
- The infidel (2010)
- Chinese puzzle (2013)
- The rover (2014)
- The Neon Demon (2016)
- Gloria Bell (2018)[3]
- Honey Boy (2019)